# 帝塚山三丁目停留場
帝塚山三丁目停留場（てづかやまさんちょうめていりゅうじょう）は、大阪府大阪市住吉区帝塚山にある阪堺電気軌道上町線の停留場。駅番号はHN07。

## 歴史
- 1900年（明治33年）11月29日：大阪馬車鉄道により、帝塚山駅として開業。
- 1909年（明治42年）12月24日：南海鉄道が浪速電車軌道（大阪馬車鉄道から2度社名変更）を合併、同社上町線となる。
- 1937年（昭和12年）頃：帝塚山三丁目に改称。
- 1944年（昭和19年）6月1日：南海の会社合併により、近畿日本鉄道の駅となる。
- 1947年（昭和22年）6月1日：近鉄からの路線譲渡により、南海電気鉄道の駅となる。
- 1980年（昭和55年）12月1日：南海からの路線譲渡により、阪堺電気軌道の駅となる[1]。

## 停留場構造
道路の路面に敷設された併用軌道上の停留場で、のりばは交差点を挟んで斜向かいに配置されている。上屋および待合室はない。

### のりば
| 上り | ■上町線 | 天王寺駅前方面                          | 天王寺駅前 行           |
| 下り | ■上町線 | 住吉・我孫子道・浜寺駅前方面 阪堺線直通 | 我孫子道 行 浜寺駅前 行 |

## 停留場周辺
徒歩4分の距離に南海電気鉄道（南海）高野線帝塚山駅があり、乗り換える事が出来る。
- 万代池
- 帝塚山古墳
- 帝塚山学院（幼稚園・小学校・中学校・高等学校）
- 大阪急性期・総合医療センター
- 住吉帝塚山郵便局

## 隣の停留場
阪堺電気軌道
■上町線
姫松停留場 (HN06) - 帝塚山三丁目停留場 (HN07) - 帝塚山四丁目停留場 (HN08)